# Itatiaincola nanus
Genre
Espèce
Itatiaincola nanus, unique représentant du genre Itatiaincola, est une espèce d'opilions laniatores de la famille des Gonyleptidae.

## Distribution
Cette espèce est endémique de l'État de Rio de Janeiro au Brésil. Elle se rencontre vers Itatiaia.

## Description
La femelle holotype mesure 3,0 mm.

## Publication originale
- Soares & Soares, 1948 : « Novos opiliões brasileiros. » Comunicaciones zoologicas del Museo de Historia natural de Montevideo, vol. 2, no 47, p. 1–15.